# Campeonato Mundial de Ciclismo em Estrada de 1994
O Campeonato Mundial de Ciclismo do 1994 disputou-se de 21 a 28 de agosto de 1994 em Agrigento, Sicília, Itália. Esta é a última edição em que se disputaram os campeonatos do mundo de contrarrelógio por equipas, ao mesmo tempo que foi a primeira edição em que se disputou a contrarrelógio individual, tanto em homens como em mulheres.

## Resultados
| Event                       | Ouro                                                                                    | Ouro      | Prata                                                                                | Prata    | Bronze                                                                             | Bronze   |
| --------------------------- | --------------------------------------------------------------------------------------- | --------- | ------------------------------------------------------------------------------------ | -------- | ---------------------------------------------------------------------------------- | -------- |
| Provas masculinas           |                                                                                         |           |                                                                                      |          |                                                                                    |          |
| Homens - corrida em linha   | Luc Leblanc · França                                                                    | 6h33'59"  | Claudio Chiappucci · Itália                                                          | + 0'09"  | Richard Virenque · França                                                          | s.t.     |
| Homens- contrarrelógio      | Chris Boardman · Reino Unido                                                            | 49' 39"   | Andrea Chiurato · Itália                                                             | + 0' 49" | Jan Ullrich · Alemanha                                                             | + 1' 50" |
| Contrerrelógio por equipas  | Itália · Salvato, Contri, Colombo, Andriotto                                            | -         | França · Anti, Bozzi, Derame, Moreau                                                 | -        | Alemanha · Grabsch, Peschel, Rich, Schaffrath                                      | -        |
| Amador - corrida em linha   | Alex Pedersen · Dinamarca                                                               | -         | Milan Dvorscik · Eslováquia                                                          | -        | Christophe Mengin · França                                                         | -        |
| Provas femininas            |                                                                                         |           |                                                                                      |          |                                                                                    |          |
| Mulheres - corrida em linha | Monica Valvik · Noruega                                                                 | 2h 8' 03" | Patsy Maegerman · Bélgica                                                            | s.t.     | Jeanne Golay · Estados Unidos                                                      | s.t.     |
| Mulheres - contrarrelógio   | Karen Kurreck · Estados Unidos                                                          | -         | Anne Samplonius · Canadá                                                             | -        | Jeannie Longo · França                                                             | -        |
| Contrarrelógio pro equipas  | Rússia · Olga Sokolova, Svetlana Bubnenkova, Valentina Polkhanova, Aleksandra Koliaseva | -         | Lituânia · Jolanta Polikevičiūtė, Rasa Polikevičiūtė, Diana Ziliute, Liuda Triabaite | -        | Estados Unidos · Deirdre Demet-Barry, Eve Stephenson, Jeannie Golay, Alison Dunlap | -        |